# Conference on Neural Information Processing Systems
La Conference and Workshop on Neural Information Processing Systems, abreviada como NeurIPS y anteriormente NIPS, (en español: Conferencia y Taller sobre Sistemas de Procesamiento de Información Neural) es una conferencia sobre aprendizaje automático y neurociencia computacional que se celebra cada diciembre, desde 1987. Es una de las tres conferencias mundiales principales y de referencia en la investigación del aprendizaje automático y la inteligencia artificial, junto a la ICLR y la ICML.

## Historia
NeurIPS se propuso por primera vez en 1986 en la reunión anual Snowbird, Utah, sobre redes neuronales para computación, organizada por el Instituto Tecnológico de California y Bell Labs, a la que solo se podía asistir con invitación. Fue diseñada como una reunión interdisciplinaria abierta complementaria para investigadores que exploraban redes neuronales biológicas y artificiales. Debido a su enfoque multidisciplinar, NeurIPS comenzó en 1987, con el teórico de la información Ed Posner como presidente de la conferencia y el teórico del aprendizaje Yaser Abu-Mostafa como presidente del programa. Las investigaciones presentadas en las primeras reuniones de NeurIPS incluyeron una amplia gama de temas, desde esfuerzos para resolver problemas puramente de ingeniería hasta el uso de modelos informáticos como herramienta para comprender los sistemas nerviosos biológicos. Desde entonces, las corrientes de investigación en sistemas biológicos y artificiales se han distanciado, y las actas recientes han estado dominadas por artículos sobre aprendizaje automático, inteligencia artificial y estadística.
Desde 1987 hasta 2000, se celebró en Denver, Estados Unidos. Desde 2001 hasta 2010, se llevó a cabo en Vancouver. Luego tuvo lugar en otras ciudades de Estados Unidos, Canadá o España. Reflejando sus orígenes en Snowbird, la reunión fue acompañada por talleres organizados en una estación de esquí, hasta 2013 cuando los asistentes superaron el aforo.
La primera conferencia NeurIPS fue patrocinada por el Institute of Electrical and Electronics Engineers (IEEE). Las siguientes fueron organizadas por la Fundación NeurIPS, establecida por Posner. Terry Sejnowski ha sido el presidente de la Fundación NeurIPS desde la muerte de Posner en 1993. El consejo directivo está formado por anteriores presidentes generales de NeurIPS. Las primeras actas fueron publicadas en forma de libro por el Instituto Estadounidense de Física en 1987, y se titulaban Neural Information Processing Systems, luego las actas de las conferencias siguientes fueron publicadas por Morgan Kaufmann hasta 1993, MIT Press hasta 2004 y Curran Associates a partir de 2005, bajo el nombre Advances in Neural Information Processing Systems.
La conferencia se abrevió originalmente como NIPS. En 2018, se criticó esta abreviatura por fomentar el sexismo debido a su asociación con la palabra en inglés "pezones" y por ser un insulto contra el japonés. En noviembre de ese mismo año, la Junta Directiva cambió la abreviatura a NeurIPS.

## Temas
La conferencia es, desde 2015, una reunión de doble vía que incluye charlas invitadas, presentaciones y carteles sobre artículos arbitrados, así como talleres de temáticas complementarias. Además del aprendizaje automático y la neurociencia, otros campos representados en NeurIPS incluyen la ciencia cognitiva, la psicología, la visión por computadora, la lingüística estadística y la teoría de la información. Con el paso de los años, NeurIPS se convirtió en una conferencia de primer nivel sobre aprendizaje automático, y; aunque el "Neural", en el acrónimo de NeurIPS, había pasado a segundo plano, el resurgimiento del aprendizaje profundo en redes neuronales desde 2012, impulsado por ordenadores más rápidos y big data, ha llevado a logros en reconocimiento de voz, reconocimiento de objetos en imágenes, subtítulos de imágenes, traducción de idiomas y desempeño en campeonatos mundiales en el juego de Go, basado en arquitecturas neuronales inspiradas en la jerarquía de áreas en la corteza visual (ConvNet) y aprendizaje de refuerzo inspirado en los ganglios basales (aprendizaje de diferencia temporal).
Además de las charlas invitadas y los simposios, NeurIPS también organiza dos conferencias nombradas para reconocer a investigadores distinguidos. La Junta Directiva de NeurIPS introdujo, en 2010, la Cátedra Posner en honor a su fundador, y hasta 2015 se nombraron a dos personajes por año. Han pasado por este espacio: Josh Tenenbaum y Michael I. Jordan (2010), Rich Sutton y Bernhard Schölkopf (2011), Thomas Dietterich y Terry Sejnowski (2012), Daphne Koller y Peter Dayan (2013), Michael Kearns y John Hopfield (2014), Zoubin Ghahramani y Vladimir Vapnik (2015), Yann LeCun (2016), John Platt (2017), Joëlle Pineau (2018), Yoshua Bengio (2019), Christopher Bishop (2020) o Peter Bartlett (2021).
En 2015, la Junta Directiva de NeurIPS introdujo la Cátedra Breiman para destacar el trabajo en estadística relevante para los temas de la conferencia. La cátedra debe su nombre al estadístico Leo Breiman, quien formó parte del consejo directivo de NeurIPS entre 1994 y 2005. Los conferenciantes que han participado son: Robert Tibshirani (2015), Susan Holmes (2016), Yee Whye Teh (2017), David Spiegelhalter (2018), Bin Yu (2019), Marloes Maathuis (2020), Gabor Lugosi (2021), Emmanuel Candes (2022), Susan Murphy (2023) o Arnaud Doucet (2024).
De la conferencia NeurIPS han surgido grupos de afinidad que muestran la diversidad, como: el Queer in AI, creado en 2016 o el Black in AI en 2017.

## Experimento NIPS
En NIPS 2014, los directores del programa duplicaron el 10% de todos los envíos y los enviaron a través de revisores separados para evaluar la aleatoriedad en el proceso de revisión. Varios investigadores interpretaron el resultado. En cuanto a si la decisión en el marco del NIPS es completamente aleatoria o no, John Langford indicó: “Claramente no: una decisión puramente aleatoria tendría una arbitrariedad de aproximadamente el 78%. Sin embargo, es bastante notable que el 60% esté mucho más cerca del 78% que del 0%”. Concluye que el resultado del proceso de revisión es en su mayor parte arbitrario.

## Ubicaciones
- 1987–2000: Denver, Colorado, Estados Unidos.
- 2001–2010: Vancouver, British Columbia, Canada.
- 2011: Granada, España.
- 2012–2013: Stateline, Nevada, Estados Unidos.
- 2014–2015: Montreal, Quebec, Canadá.
- 2016: Barcelona, España.
- 2017: Long Beach, California, Estados Unidos.
- 2018: Montreal, Quebec, Canada
- 2019: Vancouver, British Columbia, Canada.[16][17]
- 2020: Vancouver, British Columbia, Canada (virtual).[16]
- 2021: Conferencia virtual.
- 2022–2023: New Orleans, Louisiana, Estados Unidos.[18]
- 2024: Vancouver, British Columbia, Canada.[19]
- 2025 - San Diego, California, Estados Unidos.